# Komlan Assignon
Komlan Assignon (Lomé, 20 gennaio 1974) è un ex calciatore togolese, di ruolo centrocampista.

## Carriera

### Club
Vanta 35 presenze in Ligue 1 e 82 incontri e 2 gol in Ligue 2.

### Nazionale
Ha partecipato alla Coppa d'Africa del 1998, a quella del 2000 ed a quella del 2002.